# Heteronychia bulamatadi
Heteronychia bulamatadi är en tvåvingeart som först beskrevs av Charles Howard Curran 1934.  Heteronychia bulamatadi ingår i släktet Heteronychia och familjen köttflugor. Inga underarter finns listade i Catalogue of Life.